# Interfaz (videojuego)
La interfaz en los videojuegos son todos los tipos de dispositivo e información que permiten al jugador tomar el control del juego y operar en él. En el mundo de los videojuegos la interfaz se encarga de traducir el espacio físico a uno digital, es decir, es la frontera entre el usuario y el videojuego, para que el jugador siga interactuando, necesitamos traducir del espacio físico al digital de forma que el jugador olvide y realmente crea que esta en el videojuego.
Los diferentes componentes que podemos encontrar en la interfaz son:
- Los inputs (de lo físico a lo digital): Son todo el conjunto de activadores de control para hacer acciones entre los que encontramos, como por ejemplo; el teclado, el mouse....
- Los outputs (de lo digital a lo físico): Son las características en pantalla que permiten al jugador saber su estado actual y cualquier información crítica del videojuego que nos permita poder tomar decisiones, como por ejemplo; el sonido, la vibración...

El diseño de los compontentes de la interfaz hará más o menos usable a esta, es decir, que la usabilidad del juego, dependerá directamente de como se diseñen estos inputs y outputs. Además cuánto más bien hecha este la interfaz, se mejorará la calidad, usabilidad y jugabilidad del juego. Cabe a destacar que cuánto más complejas sean las mecánicas del juego, más difícil será crear el diseño de esta.

## Interfaces físicas
En las interfaces físicas encontramos como principal elemento al controlador, que es un conjunto de inputs. Para que este controlador sea usable tendrá que ir más rápido que la percepción humana, para lograr una buena usabilidad se deberán tener en cuenta los siguientes componentes de este.
- Latencia del controlador: Es el período de tiempo que transcurre entre cuando el juego recibe el input y cuando se muestra en pantalla un feedback perceptible resultante de ese input.
- Sensibilidad: Es el grado de libertad que el sensor de un controlador puede detectar. La sensibilidad del controlador va en base a la cantidad de estados que pueda reconocer.
- Game feel: Es la experiencia momento a momento de proyectar intenciones a través de una interfaz. Necesita mapeo, para que la relación entre los elementos de la interfaz física y las acciones que controlamos sean naturales.
- Feedback físico: Los botones proporcionan la sensación de feedback esto es útil para saber cuándo una acción ha sido realizada.
- Número ajustado de inputs: Este componente va relacionado con la teória de la Flexibilidad y usabilidad Trade-off; Cuando se aumentan las posibilidades, es decir el número de inputs en este caso, se pueden hacer más cosas y es más eficiente pero a su vez se disminuye la usabilidad del sistema porqué, según Jakob Nielsen se disminuye la usabilidad debido a que no es tan fácil de aprender su diseño y el usuario puede cometer errores involuntarios, es decir, se están reduciendo dos de las dimensiones que hacen más o menos usable cualquier objeto.
- Diseño de Input y ergonomía: La posición y distancia de los botones en el controlador es fundamental. En este aspecto es muy importante tener en cuenta la Fitts's Law.

Para poder hacer que el controlador sea usable, todos estos aspectos comentados tendrían que estar correctamente implementados en el diseño de la interfaz física, es decir, un buen controlador tiene que tener una buena usabilidad para serlo.

### Diferentes tipos de controladores
- Controlador Arcade
- Joysticks y Paddles
- Gamepad clásico
- Silla gaming
- Teclado y ratón
- Pantalla táctil
- Ruedas, pistolas y guitarras
- Plancha de equilibrio y pads de baile

## Interfaces digitales
En cuánto a las interfaces digitales encontramos de dos tipos; Los menús y las interfaces del usuario en el videojuego:

### Menús
Muestran y permiten al jugador manipular información (input). Su propósito es guiar al jugador donde quiera que vaya, aparecen normalmente en un momento de inactividad. 
- Menús de Shell: Este menú nos llevan a jugar de la manera que queremos o nos proporcionan más información.
- Menús flotantes: Este menú siempre está activo y se muestra en pantalla, su contenido se actualiza automaticámente adaptándose a los alrededores del jugador.

Uno de los aspectos a tener en cuenta a la hora de diseñar los menús es la arquitectura de la información, en otras palabras es, el diseño estructural de entornos de información compratida; la organización y etiquetación, para apoyar la usabilidad y la capacidad de búsqueda en el menú.

### Interfaces de usuario en el videojuego
En cuánto a las interfaces de usuario la dominante es la gráfica, en ella se pueden distinguir las diferentes Affordance:
- Affordance física: Se utiliza para indicar una acción disponible en el juego.
- Affordance cognitiva: Se utiliza para dar la información del juego que necesita ser entendida rápidamente.
- Affordance sensorial: Se utiliza para dar la información del juego que necesita ser percibida rápidamente.

#### Interfaces en la pantalla
Encontramos diferentes tipos de interfaces en la pantalla y estos tipos se diferencian dependiendo de su integración en el videojuego:
- Diegetic: Los elementos de la interfaz diegética existen dentro del mundo del juego por lo que el jugador y el avatar pueden interactuar a través de los medios visuales y auditivos. Estos proporcionan más inmersividad e integración en el videojuego.
- Non-diegetic: Una interfaz que se presenta fuera del mundo del juego, solo visible y audible para los jugadores del mundo real.
- Spatial: Elementos de interfaz de usuario representados en el espacio 3D del juego con o sin ser una entidad del mundo real del juego.
- Meta:  Representaciones que pueden existir en el mundo del juego, pero no necesariamente se visualizan espacialmente para el jugador.

Para mejorar la usabilidad de todas estas interfaces se tendrían que tener en cuenta los siguientes aspectos:
- La información correcta: Una buena interfaz gráfica dice al usuario solamente lo que necesita conocer.
- La buena representación de los conceptos: Los iconos han de ser más simple artísticamente que en el diseño de los elementos del juego.
- El buen uso de los colores, la medida y el lugar: Ayudara a crear los patrones del diseño.
- El buen timing: No hay que forzar la memoria a corto plazo del jugador, es decir, los elementos de la interfaz tienen que estar visibles cuándo el jugador lo necesite, el tiempo que tarda en leerlo y luego irse.
- El buen uso de los canales no visuales: La vibración puede dar la información sobre el estado del jugador o un evento importante y también el sonido puede dar feedback en los botones, fundamental en la ergonomía tal y como afirma Paqui Verdasco, de Gamestop.